# Zbiornik wodny Málinec
Zbiornik wodny Málinec (słow. Vodárenská nádrž Málinec) – sztuczny zbiornik wodny w południowej Słowacji, powstały przez przegrodzenie zaporą wodną rzeki Ipola.

## Położenie
Zbiornik leży w całości w granicach administracyjnych wsi Málinec w kraju bańskobystrzyckim, w powiecie Poltár. Położony jest w południowej części Rudaw Weporskich. Zajmuje dno głębokiej doliny Ipoli w miejscu, w którym płynąc zmienia ona kierunek z południowo-zachodniego na południowo-wschodni. Zamykająca go zapora znajduje się ok. 2,5 km powyżej centrum wsi Málinec.

## Charakterystyka
Zbiornik ma kształt nieregularny, odwzorowujący naturalne ukształtowanie doliny Ipoli: jest wydłużony, z pięcioma większymi zatokami po stronie zachodniej i jedną po stronie wschodniej. Ma długość (w osi doliny) ok. 2,8 km, przeciętną szerokość 350–600 m i powierzchnię 138–150 ha. Całkowita objętość zbiornika to 26,62 milionów m³ wody (z tego objętość retencyjna ok. 1,5 miliona m³). Lustro wody na średniej wysokości ok. 345,5 m n.p.m.
Powierzchnia zlewni zbiornika wynosi 82,3 km². Średni roczny dopływ do zbiornika wynosi 0,85 m³/s, dla wody stuletniej 62,0 m³/s. Roczna suma opadów na terenie zlewni wynosi 745 mm, a średnie parowanie z powierzchni zbiornika 750 mm.

## Historia
Koncepcja budowy zapory i zbiornika powstała w drugiej połowie lat 70. XX w. w związku z przewidywanym wzrostem zapotrzebowania na wodę pitną w powiatach położonych w dorzeczu Ipoli. Prace budowlane zaczęto 1 kwietnia 1986 r., a cały kompleks (zapora, zbiornik, ujęcia wody, zabudowania techniczne) oddano do użytku 21 stycznia 1994 r. W związku z budową zanikła całkowicie położona na terenie zbiornika osada Hámor, a także większość mniejszych przysiółków: Hrozinovo, Chmelná i Šťavica.
Z terenów objętych zbiornikiem oraz położonych powyżej niego wysiedlono ok. 200 gospodarstw. Do tych pozostałych wybudowano dwie nowe drogi po obu stronach zbiornika.

## Przeznaczenie
Zbiornik został utworzony jako rezerwuar wody pitnej dla położonych poniżej powiatów Poltár, Łuczeniec, Rimavská Sobota i Veľký Krtíš. Zarządza nim Słowackie Przedsiębiorstwo Gospodarki Wodnej (Slovenský vodohospodársky podnik – SVP). Średni pobór wody wynosi ok. 0,5 m³/s. Rocznie pobieranych jest ze zbiornika ok. 3 mln m³ wody. Dodatkową funkcją jest stabilizowanie przepływu Ipoli poniżej zapory. Ze względu na strefę sanitarną obejmującą zbiornik i jego brzegi nie jest on udostępniony do wykorzystywania rekreacyjnego.

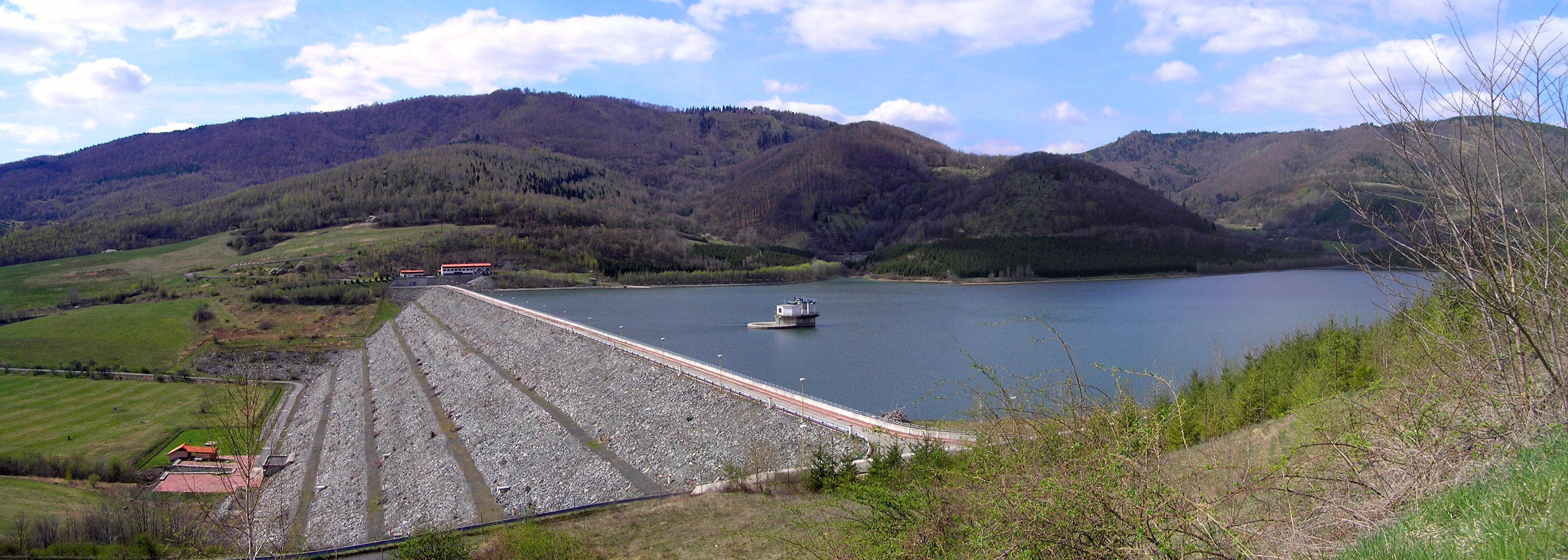
Zbiornik wodny Málinec